# Bruno Delavenne
Pour les articles homonymes, voir Delavenne.
Bruno Delavenne est un joueur français de hockey sur gazon amiennois. 
Avec son frère Christophe (116 sélections nationales), ils ont tous deux joué à l'Amiens Sports Club (ASC), durant les années 1980.
Ancien recordman du nombre de sélections (149), Bruno Delavenne a été Directeur Technique National (DTN) du hockey sur gazon français.
Il a été vice-champion d'Europe en salle en 1988 à Vienne avec l'équipe de France. Il a également remporté avec celle-ci à plusieurs reprises la Coupe des Alpes -créée en 1981 pour les hommes- au cours des années 1980.
Il tient un commerce d'articles sportifs à Amiens, et il est le responsable du Pôle Politiques sportives (employant 12 personnes) à la Direction régionale de la jeunesse, des sports et de la cohésion sociale de Picardie.
Sa sœur Blandine Delavenne a inscrit à son propre actif 111 sélections nationales féminines, juste derrière la recordwoman Sophie Llobet à 187.

## Palmarès de l'ASC durant ces années 1980
- Champion de France sur gazon: en 1981, 1982, 1986, 1987, 1988, et 1989;
- Champion de France en salle: en 1982, 1983, 1986, 1987, 1988, 1989, et 1991;
- Coupe de France: en 1984 et 1988;
- Coupe d'Europe -officieuse- des clubs champions de hockey en salle: en 1987;
- Coupe d'Europe des clubs champions B de gazon;
- Vice-champion d'Europe des clubs champions B de gazon.
- Champion de France cadets: en 1978.